# Botanični vrt v Padovi
Botanični vrt Univerze v Padovi (Italijansko: Orto Botanico dell’ Universita di Padua), pogovorno pogosto zgolj Botanični vrt v Padovi (it. Orto Botanico Padua) ali padovanski botanični vrt, je najstarejši na istem mestu delujoči univerzitetni botanični vrt na svetu. Velja za prvi moderni botanični vrt oz. prvega v današnjem smislu te besede. Padovanski vrt je zaradi svoje uporabnosti za zdravstvene namene sprva nadaljeval izročilo samostanskih zeliščnih vrtov, t. i. ‘’Hortus simplicium’’, kasneje pa – zaradi ozidja – ‘’Hortus conclusus’’.

## Zgodovina
Francesco Buonafede je leta 1543 prevzel stolico za zdravilne zeli na padovanski univerzi in zaprosil za ureditev zeliščnega vrta, v katerem bi se študentje lahko pobliže seznanili z zdravilnimi zelmi in njihovimi učinki. Beneški senat je prošnjo obravnaval maja 1545: 29. maja je s 137 glasovi za in 3 proti (17 članov se je vzdržalo) odobril ustanovitev vrta v Padovi, kar je zakonsko uredil v sledečem mesecu in 7. julija uradno naznanil, da bo vrt v velikosti 20.000 m2 urejen na posestvu benediktinskega samostana Sv. Justina v Padovi. Načrtovanje je prevzel tedanji samostanski arhitekt Giovanni/Andrea Moroni iz Bergama, izvedbo pa profesor Pietro da Noale in beneški patricij Daniele Babbaro/Barbaro. Ravnatelj vrta (prefekt) je 1546 postal Luigi Squalerno, t. i. Anguillara, ki je položaj obdržal do 1561, pri tem pa užival podporo uglednega beneškega botanika Piera Antonia Michiela. 1551 je bilo zgrajeno osrednje krožno ozidje vrta (Hortus conclusus), s čimer so bile zelnate rastline zaščitene pred krajo; današnji zid je iz 18. stoletja. Konec 16. stoletja so dogradili fontane, v začetku 18. stoletja pa so posamezne razdelke vrta ogradili z železno ograjo s četvero vrati, zid pa okrasili z balustrado iz istrskega kamna in kamnitimi vazami z železnim cvetjem, npr. kraljevskim tulipanom; kasneje so dodali še poprsja ravnateljev vrta: Fabio Colonna, Saraceno, Prospero Alpino, Giulio Pontadera, Marsili. Ok. 2000 se je površina vrta z 2 ha povečala na 4 ha, ker so vrtu dodali območje bližnjega stadiona. 
Kljub nenehnemu dograjevanju je vrt ohranil prvotno, renesančno zasnovo. Le-to je bil ob zgodovinskem pomenu za razvoj botanike razlog, da je 1997 UNESCO padovanski botanični vrt kot prvi botanični vrt na svetu uvrstil na svoj seznam svetovne dediščine.

## Opis
Moroni je dobljeno zemljišče razdelil na osrednji del, namenjen zelém, in okolni arboretum. Osrednji, obzidani del vrta si je zamislil kot popoln krog (premer 84 m, površina 5.555 m2) z jasnim središčem, znotraj katerega je manjšemu sosrednemu krogu včrtan na štiri kvadrate predeljen kvadrat. Vsak kvadrat ima jasno središče, do katerega vodijo poti, vzporedne osnovnim stranicam ali pa povezujoče oglišča. Dvema diagonalnima kvadratoma sta vrisana kroga. S tako natančnim geometrijskim vzorcem je vrt razdelil na 16 razdelkov, le-te pa še dalje na množico gredic, sledeč pravilu: ena greda – ena vrsta. Pomembnejši razdelki so bili kasneje obdani z železno ograjo, vsaka greda pa ima razločen kamnit rob. Nekdaj je bila vsaka vrsta opremljena z več podatki: imenom po Englerjevi klasifikaciji, številki po Della Torrejevem katalogu, rodovnim in vrstnim imenom ter kraju izvora. Takšno označevanje danes nadomešča preprostejša Linnejeva latinska nomenklatura.
Vodnjaki so postavljeni v sečišča poti; najbolj znan je Vodnjak štirih letnih časov s Teofrastovim kipom. Ob ograji so občasno postavljene tudi kamnite klopi brez naslonjal.
Vrt ima lepo zbirko trav, lukov, perunik in potonik; zgledno urejen in poveden je skalnjak z endemično sredozemsko floro, predvsem makijo, urejen na notranji in zunanji strani krožnega zida; skalnjak z alpsko floro je zunaj osrednjega dela. Notri je ohranjen vrtiček z zdravilnimi zelišči, dišavnicami in začimbnicami. Ob zidu, zlasti pa ograjah, se vzpenjajo razne plezalke: vinikovke, kovačniki in srobot. Poseben prostor je odmerjen manjšim palmam in sočnicam, torej debelolistnicam, mlečkom in kaktejam (s celovito zbirko opuncij), od slednjih jih je nekaj v rastlinjaku, kjer je tudi zbirka orhidej, tropskih eksotov in mesojedih rastlin, predvsem rosik, gojenih v okroglih posodah v prostoru s stalno vlago. 
Čeprav je osrednji del namenjen zelnatim rastlinam, pa tu raste tudi nekaj dreves. Osrednji kvadrati se imenujejo vsak po enem takih osamelcev: po zimzeleni magnoliji, ginku, tamariši in albiciji. Nekateri krožni odseki, ki jih napravljajo včrtani kvadrati, so prav tako ozelenjeni z grmički ter manjšimi drevesi, npr. brezo in glicinijo, enega pa napolnjujejo bazeni, saj je namenjen vodnim (lotos, papirjevec, lokvanji, vodni mak) ter močvirskim rastlinam (viržinska fizostegija). Nedaleč ob zidu rase več kot 400-letna Chamaerops humilis var. arborescens, znana kot Goethejeva palma. Da bi jo zaščitili pred močnim vetrom in snegom, so v 19. stoletju okrog palme zgradili poseben steklenjak, ki je danes že prenovljen. Pred steklenjakom še vedno stojijo kamniti meteorološki pripomočki iz 17. stoletja, v bližini pa še vzhodna platana in stoletna himalajska cedra.
Že leta 1547 je v vrtu uspevalo 2000 zdravilnih rastlin; kasneje je število vrst raslo – največ dokumentiranih vrst je celo 16.000. Danes je v vrtu 6000 vrst.

## Častitljiva drevesa
“Vstopivši v padovanski vrt sem osupnil ob čarobnem pogledu na ‘’B. radicans’’, ki je s svojimi rdečimi zvonastimi cvetovi povsem prekrila del visokega zidu, da je bilo videti, kot bi zid zagorel …”

— Johann Goethe v svojem dnevniku, 1786 
Najbolj znano drevo v vrtu je leta 1585 posajena Goethejeva palma (it. La Palma di Goethe, nem. die Palme von Goethe). Imenuje se po Goetheju, saj je le-ta ob obisku Padove 1786 prav pri opazovanju te palme dobil navdih za esej Preobrazba rastlin, objavljenem 1790, v katerem razčlenjuje zaporedje osnovnih razvojnih stopenj in oblik rastlin. Ista rastlina je leta 1720 služila Giuliu Pontaderi pri opisu rodu Chamaeroyphes (Linne ga je preimenoval v Chamaerops).
Nekoliko mlajša je 1680 posajena vzhodna platana, katere del je že povsem izvotljen, a je še živa in še cveti, iz korenin pa ji tik starega poganja novo močno deblo. Brez osrednje veje je ostal tudi bližnji ginko, posajen ok. 1760, ki spada med najstarejše ginke v Evropi. Himalajska cedra je bila posajena ok. 1860, odlično uspeva in ima že značilno krošnjo. Najstarejša rastlina v vrtu je bila do leta 1984, ko je odmrla, navadna konopljika, posajena 1550. V drevesnem delu vrta je ohranjen leta 1991 odmrli brest; deblo je odrezano tako, da razkriva letnice.       

## Pomen vrta
Kar nekaj rastlin, ki so danes precejšnjega pomena v kmetijstvu in cvetličarstvu ali so se že močno razširile v naravi, so v Italiji in Evropi prvič gojili prav v padovanskem vrtu. Med njimi so: že 1590 Jasminum nudiflorum in krompir, 1662 robinija, 1713 Mesembryanthemum, 1801 Pelargonium cucullatum, 1828 himalajska cedra ter Cyclamen persicum in množica bambusov. 
- Del z rastlinami makije in aravkarijo
- Fontana štirih letnih časov
- Stara vzhodna platana
- Severni vhod v vrt
- Mesojede rastline
- Zbirka opuncij
- Aktinidija pod balustrado
- Rastlinjak z Goethejevo palmo